# Mahō shōjo Lyrical Nanoha The Movie 1st
Mahō shōjo Lyrical Nanoha The Movie 1st (魔法少女リリカルなのは The MOVIE 1st?) è un film d'animazione del 2010 diretto da Keizou Kusakawa.
La pellicola è ispirata alla serie anime Mahō shōjo Lyrical Nanoha ed uscita nei cinema il 23 gennaio 2010. La Aniplex ha presentato un trailer del film in occasione del Tokyo International Anime Fair 2009. Benché il film racconti la stessa storia della serie televisiva, Masaki Tsuzuki ha dichiarato che il film non è necessariamente la "vera storia" della serie, ma una "nuova storia parallela". Il film è stato reso disponibile in DVD e Blu-ray Disc il 26 novembre 2010.

## Colonna sonora
Sigla di apertura
- PHANTOM MINDS cantata da Nana Mizuki

Sigla di chiusura
- My wish My love cantata da Yukari Tamura